# Samaritan’s Purse

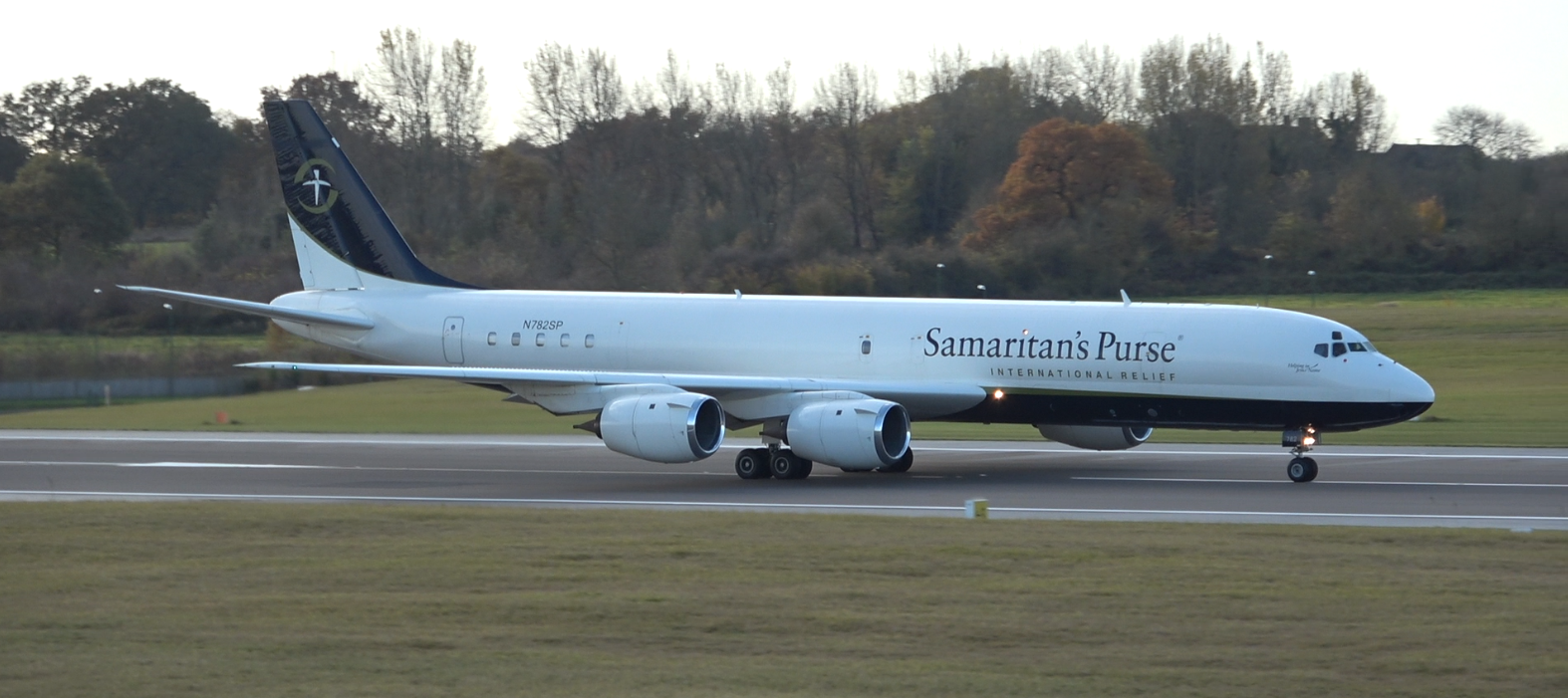
Douglas DC-8-72CF (Leitwerknummer: N782SP) der Samaritan's Purse am Flughafen Birmingham

Samaritan’s Purse ist eine evangelikale Hilfsorganisation mit Sitz in Boone (North Carolina), USA. Präsident der Organisation ist seit 1979 Franklin Graham, der Sohn des Erweckungspredigers Billy Graham (1918–2018).
Die Organisation ist umstritten, da sie  bspw. von Angestellten und Freiwilligen verlangt zu unterschreiben, dass sie gegen Homosexualität und die gleichgeschlechtliche Ehe sind. Nach eigenen Angaben will sie weltweit notleidenden Menschen helfen und dabei zur Ausbreitung ihrer Auslegung des christlichen Glaubens beitragen. Die Organisation ist spezialisiert auf Nothilfe, Wiederaufbauhilfe, medizinische Hilfe und setzt sich für Obdachlose und Frauen in Zwangsprostitutionen ein. Ein bekanntes Projekt ist „Weihnachten im Schuhkarton“.

## Geschichte
Die Gründung von Samaritan’s Purse erfolgte im Jahr 1970 durch Robert „Bob“ Willard Pierce (1914–1978), der bereits 1950 World Vision gegründet hatte. Nach dem Vorbild des Barmherzigen Samariters (Lk 10,25-37 ) sollte Menschen in Not und Verzweiflung geholfen werden. 1973 lernten sich Pierce und Franklin Graham kennen und bereisten in der Folgezeit weltweit eine Vielzahl notleidender Regionen. Im Jahr 1977 wurde World Medical Mission, ein Kurzzeitprogramm für medizinische Hilfe, als Betätigungsfeld von Samaritan’s Purse etabliert. 1979, ein Jahr nach dem Tod von Pierce, wurde Graham Präsident und Chairman of the Board von Samaritan’s Purse.
Seit den 1970er Jahren wuchs die Organisation. Der kanadische Arm existiert seit 1973. In den 1980er Jahren organisierte Samaritan’s Purse Hilfseinsätze unter anderem in Kenia, Honduras und Bangladesch. Die britische Sektion von Samaritan’s Purse arbeitet seit 1990. Die australisch-neuseeländische Sektion ist seit 1995 aktiv.
1993 stieg die Organisation in das Projekt Operation Christmas Child ein, eine weihnachtliche Geschenkaktion, die ein walisischer Geschäftsmann 1990 ins Leben gerufen hatte. 1996 kam in Deutschland der heutige Verein Samaritan's Purse – Die barmherzigen Samariter hinzu (bis 2018: Geschenke der Hoffnung e. V.). Die jährliche Sammlung von Päckchen findet seitdem unter dem Namen Weihnachten im Schuhkarton in Deutschland, Österreich, der Schweiz, in Liechtenstein und Südtirol statt. Ab November 2001 nannte sich der deutsche Partner dieser Kampagne Geschenke der Hoffnung. Er ging aus dem deutschen Zweig der Billy Graham Evangelistic Association hervor. Seit Januar 2019 nennt sich der deutsche Partner Samaritan's Purse e.V. – Die barmherzigen Samariter und ist damit offiziell ein Teil des internationalen Netzwerks von Samaritan's Purse. Am Status als rechtlich eigenständiger Verein in Deutschland ändert sich nichts.
In der Forbes-Rangliste der 100 größten amerikanischen Wohltätigkeitseinrichtungen erreichte Samaritan’s Purse 2017 Platz 22.

## Hauptaktivitäten und Hilfsaktionen
Samaritan’s Purse gliedert seine Aktivitäten in sogenannte Ministry Projects (Werke im Sinne der Nächstenliebe und Barmherzigkeit); im Sommer 2018 waren es 18 Projekte, darunter:
- US Disaster Relief, International Crisis Response und Crisis & Disaster Response
 Hier werden Personal, Freiwillige und Ausrüstungen bereitgestellt, um auf Krisen und Katastrophen in den Vereinigten Staaten und weltweit zu reagieren.
- World Medical Mission
 Seit 1977 wird medizinisches Personal unterstützt, um in Kurzzeiteinsätzen auf freiwilliger Basis medizinische Nothilfe zu leisten. Auch medizinisches Notfallequipment wird hier bereitgehalten.
- Operation Christmas Child (dt.: Weihnachten im Schuhkarton)
 Seit 1993 organisiert dieses Werk jährlich die Sammlung und Verteilung von Weihnachtsgeschenken; nach eigenen Angaben wurden seither mehr als 157 Millionen Kinder in über 160 Ländern erreicht (Stand: August 2018).[20]
- Children’s Heart Projekt
 Kinder aus Regionen ohne ausreichende medizinische Infrastruktur werden seit 1997 in fachlich geeigneten Krankenhäusern behandelt. Oft werden für diese Eingriffe Auslandsaufenthalte arrangiert.
- The Greatest Journey (dt.: Die größte Reise)
 Diese Glaubenskurse, die sich an Kinder richten, existieren seit 2009. Sie sind ein Folgeangebot zur Operation Christmas Child (Weihnachten im Schuhkarton).
- Operation Heal Our Patriots
Das Projekt richtet sich seit 2012 an aktive oder ehemalige Angehörige der  amerikanischen Streitkräfte sowie deren Ehefrauen. Samaritan’s Purse unterstützt sowohl die medizinische Versorgung von Kriegsverletzungen aus US-Militäreinsätzen als auch die soziale Wiedereingliederung der ehemaligen Militärangehörigen im Heimatland bis hin zur Hilfe für deren Ehen.[21]

Im Zuge medizinischer und Katastrophenhilfe werden weltweit Einsätze durchgeführt. So war Samaritan’s Purse unter anderem tätig
- in Uganda und Ruanda im Zuge des Völkermords in Ruanda,[22]
- im Kosovo im Zusammenhang mit dem Kosovokrieg,[23]
- in Afghanistan im Zuge des dortigen Krieges,[24]
- im Irak nach dem Krieg,[25]
- im Sudan, im Südsudan und in Darfur im Zuge des Darfur-Konflikts,[26]
- in Haiti nach dem Erdbeben von 2010,[27]
- in Japan nach dem Tsunami 2011,[28]
- in Liberia im Zuge der Ebola-Epidemie,[29][30][31][32]
- in Nepal nach dem Erdbeben von April 2015,[33]
- auf Lesbos im Zuge der Flüchtlingskrise ab 2015,[34][35]
- in der Karibik nach der Hurrikansaison 2017[36][37][38]
- in Bangladesch im Zuge der medizinischen Nothilfe für geflüchtete Rohingya aus Myanmar,[39]
- in Italien im Zuge der COVID-19-Pandemie,[40]
- in Polen im Rahmen der humanitären Hilfe während des Krieges in der Ukraine nach der russischen Invasion 2022 (Lieferung eines Feldlazaretts).[41]

## Kooperationen
Samaritan’s Purse arbeitet immer wieder mit Organisationen der Vereinten Nationen zusammen. Hierzu gehören das Welternährungsprogramm der Vereinten Nationen, die Weltgesundheitsorganisation, und der UNHCR.
Auch mit der United States Agency for International Development (USAID) wirkt Samaritan’s Purse immer wieder zusammen.

## Standorte, Reichweite und Bewertung
Sitz der Organisation ist Boone (North Carolina). Internationale Büros unterhält die Hilfsorganisation zudem in Kanada, im Vereinigten Königreich, in Australien und in Deutschland.  Nach eigenen Angaben führt Samaritan’s Purse in mehr als hundert Ländern medizinische Einsätze und Katastrophenhilfe durch.
Der Charity Navigator bewertete die Organisation seit 2000 mit vier von vier Sternen, mit einer Ausnahme: 2009 wurden drei von vier Sternen vergeben. Im Vergleich mit anderen Wohltätigkeitsorganisationen, die in ähnlichen Feldern tätig sind, erhielt Samaritan’s Purse für 2016 die höchsten Bewertungen.

## Finanzen
Zum Ende des Jahres 2023 weist die Organisation eine Bilanzsumme von 1,826 Mrd. US-Dollar (USD) bei Erlösen von 1,237 Mrd. USD und Aufwendungen 1,052 Mrd. USD im abgelaufenen Jahr aus. Der verbleibende Jahresüberschuss wird mit 185 Mio. USD im geprüften Consolidated Financial Statements and Supplemental Schedule ausgewiesen.

## Kontroversen
Franklin Graham nannte den Islam im Nachgang der Terroranschläge vom 11. September 2001 „böse und teuflisch“. Dafür wurde er stark angegriffen. Auch seine Aussagen über die LGBTI-Bewegung führten zu öffentlichem Widerspruch. Neben seiner Tätigkeit für Samaritan’s Purse folgte Graham im Jahr 2000 seinem Vater als Chairman der Billy Graham Evangelistic Association und übernahm dessen Dienst als Evangelist und Prediger, den er seitdem ausübt. 2009 geriet er in die Kritik, weil er aus beiden Organisationen eine Vergütung für seine Tätigkeit bezog.
Die Präsenz von Samaritan’s Purse im Irak seit Ende des Irakkrieges rief 2003 Widerspruch hervor, später aber auch Dank von offizieller irakischer Seite.
Eine Verbindung von Hilfe und christlicher Mission wurde bei Operation Christmas Child/Weihnachten im Schuhkarton bemängelt. Samaritan’s Purse agiere in einem „entschieden missionarischen Zusammenhang“, so im Jahr 2003 die Evangelische Zentralstelle für Weltanschauungsfragen. Andere evangelische Stimmen wie der traditionalistisch-konservative evangelische Theologe Michael Diener, Mitglied im Rat der Evangelischen Kirche in Deutschland, befürworten die Aktion. In der römisch-katholischen Kirche gibt es ebenfalls ablehnende und unterstützende Stimmen. Geschenke der Hoffnung betont in diesem Zusammenhang den Respekt für religiöse und kulturelle Kontexte in Empfängerländern; die Professionalität und Vorbehaltlosigkeit der Verteilung von Weihnachtsgeschenken werde geprüft. Die Nachhaltigkeit sei in den Augen von Fachleuten für Entwicklungszusammenarbeit kritisch zu sehen. Samaritan’s Purse reagierte darauf mit dem Hinweis, die Geschenkaktion sei als ein Zeichen der Wertschätzung für Kinder zu verstehen, nicht als Entwicklungshilfe. Die Organisation begrüße im Übrigen die öffentliche Diskussion um Sozial- und Umweltstandards bei der Produktion von Waren und Artikeln zum Schenken.

## Sonstiges
Nach Angaben von Franklin Graham zählte Samaritan’s Purse im Jahr 2013 zu den Opfern des IRS-Skandals: Insbesondere Kritiker der Politik von Barack Obama bekamen Besuch von der US-Steuerbehörde; in der Folge des Skandals trat Steven Miller, der stellvertretende Direktor der Steuerbehörde, zurück.
Internationale Aufmerksamkeit erhielt die Organisation 2014, als sich Kent Brantly, ein Arzt der World Medical Mission, bei seinem Einsatz in Liberia mit dem Ebolavirus infizierte. Er war der erste Amerikaner, der dann in seiner Heimat erfolgreich behandelt wurde. 2015 wurde er von Barack Obama zum National Prayer Breakfast eingeladen und gewürdigt. 2017 kam ein Film (Facing Darkness) über ihn in die amerikanischen Kinos.
Im Jahr 2017 wurden acht Mitarbeiter im Südsudan entführt, aber nach kurzer Zeit wieder freigelassen.